# Cut the Rope: Experiments
Cut the Rope: Experiments — компьютерная игра, разработанная компанией ZeptoLab и выпущенная 4 августа 2011 года. Вторая часть серии игр Cut the Rope.

## Игровой процесс
Действие идёт в лаборатории Профессора, к которому случайно попал монстрик Ам Ням. Игра состоит из 8-и эпизодов: «Обучение», «Леденцовый тир», «Липкие следы», «Ракетология», «Время купаться», «Рука помощи», «Муравейник», «Бамбуковые палочки».
Внутриигровой валютой, в отличие от других игр серии, являются леденцы. За прохождение 1-го уровня (в каждом эпизоде их по 25) с 3-мя звёздами даётся 2 леденца, но чтобы зайти на следующий уровень, нужно заплатить 1 леденец. Некоторые эпизоды тоже покупаются за леденцы.
Как и в большинстве игр серии, нужно перерезать верёвку так, чтобы собрать 3 звезды и отправить леденец в рот Ам Няму. Среди новшеств: кнопки, соединяющиеся с леденцом верёвкой при нажатии; присоски, прикрепляющиеся к стенке уровня нажатием; улитки, которые тянут леденец вниз, если это происходит в воде; механические руки, которые могут хватать леденец и поворачиваться; муравьи, несущие леденец по своей тропинке. Начиная с 4-го эпизода, некоторые уровни заполнены водой: леденец в ней не тонет, а ракеты гаснут.

## Оценки и мнения
| Сводный рейтинг     | Сводный рейтинг |
| Агрегатор           | Оценка          |
| ------------------- | --------------- |
| Metacritic          | 85/100          |
| Иноязычные издания  |                 |
| Издание             | Оценка          |
| IGN                 | 9/10            |
| TouchArcade         | [ 3 ]           |
| Modojo              | 5/5             |
| AppSafari           | 5/5             |
| Pocket Gamer France | 8,8/10          |
| Vandal              | 8/10            |
| 148Apps             | [ 8 ]           |
| PocketGamer         | [ 9 ]           |
| Eurogamer           | 7/10            |

Игра Cut the Rope: Experiments получила положительные отзывы игровых ресурсов. Так, игра имеет 85 баллов из 100 возможных на сайте Metacritic, основываясь на 16 рецензиях.